# Здійміться, соколи, орлами!
«Здійміться, соколи, орлами!» (рос. «Взвейтесь, соколы, орлами!») — радянський кінороман, режисер Миколи Розанцева, знятий на кіностудії «Ленфільм» у 1980 році.

## Сюжет
Три новели про три покоління династії циркових артистів.

## У ролях
- Іван Шабалтас —  Василь Васильович — дід, батько, син
- Святослав Копилов —  Федько
- Юрій Саранцев —  господар цирку
- Максим Гаврилов —  хлопчик-рибалка
- Ірина Красиловський — епізод
- Олексій Інжеватов — епізод
- Юрій Дубов — епізод
- Олександр Поляков — епізод
- Олена Мельникова — епізод

## Знімальна група
- Автор сценарію:  Володимир Кунін
- Режисер:  Микола Розанцев
- Оператор: Вадим Грамматиков
- Художник-постановник: Лариса Шилова
- Композитор:  Владислав Кладницький
- Звукорежисер: Галина Лукіна